# Списак градоначелника Париза
Пре Француске револуције, општину Париз водио је Ректор паришких трговаца. Након пада Бастиље, 14. јула 1789. године профет париских трговаца, Жак де Флесел убијен је из ватреног оружја на предњем делу Градске куће. Први градоначелник Париза, Жан Баили, именован је следећег дана.

## Важни догађаји

### 1794
Због страха да  Жан Бартис Леско  покрене народну побуну, режим државе је одлучио да укине статус градоначелника. Након Француске револуције 1848. године функција градоначелника Париза је враћена.

### 1848
Након француског устанка „дани јуна” којег су организовали француски радници од 23. до 26. јуна у склопу Франуске револуције, режим је поново уклоњен све до 4. септембра 1870. у склопу Треће француске републике.

## Списак градоначелника Париза од 1789. 1794.
| Портрет | Име                                                        | Почетак мандата    | Крај мандата       | Политичка партија |
| ------- | ---------------------------------------------------------- | ------------------ | ------------------ | ----------------- |
|         | Жан Силвен Баји (15. септембар 1736. - 12. новембар 1793.) | 15. јул 1789.      | 18. новембар 1791. | /                 |
|         | Жером Петион де Вилневе (3. јануар 1756. - 18. јун 1794.)  | 18. новембар 1791. | 6. јул 1792.       | Жирондинци        |
|         | Енри Лефевр Ормесион (8. мај 1751. - 12. април 1808.)      | 21. новембар 1792. | 21. новембар 1792. | /                 |
|         | Никола Шарбон (21. септембар 1748. - 2. новембар 1826.)    | 8. децембар 1792.  | 2. фебруар 1793.   | Жирондинци        |
|         | Жан Никола Паше (5. мај 1746. - 18. новембар 1823.)        | 14. фебруар 1793.  | 10. мај 1794.      | Монтањари         |
|         | Жан Бартис Леско (1761. - 28. јул 1794.)                   | 10. мај 1794.      | 27. јул 1794.      | Монтањари         |

## Списак градоначелника Париза од 1848.
| Портрет | Име                                                           | Почетак мандата   | Крај мандата  | Политичка партија |
| ------- | ------------------------------------------------------------- | ----------------- | ------------- | ----------------- |
|         | Луи Антоан Гарниер Паж (16. фебруар 1803. - 31. октобар1878.) | 24. фебруар 1848. | 5. март 1848. | Републиканизам    |
|         | Аеманд Мараст (5. јун 1801 - 10. март 1852.)                  | 9. март 1848.     | 19. јул 1848. | Републиканизам    |

## Списак градоначелника Париза од 1870. à 1871.
| Портрет | Име                                             | Почетак мандата    | Крај мандата       | Политичка партија |
| ------- | ----------------------------------------------- | ------------------ | ------------------ | ----------------- |
| ]       | Етијен Араго (9. фебруар 1802. - 7. март 1892.) | 4. септембар 1870. | 15. новембар 1870. | Републиканизам    |
|         | Жул Фери (5. јун 1801. - 10. март 1852.)        | 15. новембар 1870. | 5. јун 1871.       | Републиканизам    |

## Списак градоначелника Париза 1940.
| Портрет | Име                                                  | Почетак мандата | Крај мандата  | Политичка партија |
| ------- | ---------------------------------------------------- | --------------- | ------------- | ----------------- |
|         | Вилијам Булит (25. јануар 1891. - 15. фебруар 1967.) | 20. јун 1940.   | 22. јун 1940. | /                 |

## Списак градоначелника Париза од 1977.
| Портрет | Име                                            | Почетак мандата | Крај мандата   | Политичка партија      |
| ------- | ---------------------------------------------- | --------------- | -------------- | ---------------------- |
|         | Жак Ширак (25 јануар 1891. - 15 фебруар 1995.) | 20. март 1977.  | 16. март 1995. | РПР                    |
|         | Жан Тибери (30. јануар 1935.)                  | 22. мај 1995.   | 24. март 2001. | РПР                    |
|         | Бернард Деланое (30. мај 1950.)                | 25. март 2001.  | 5. април 2014. | Социјалистичка партија |
|         | Ан Индалго (19. јун 1959.)                     | 5. април 2014.  | тренутно       | Социјалистичка партија |

## Дужина мандата
| Rang | Nom                                    | Durée       |
| ---- | -------------------------------------- | ----------- |
| 1    | Жак Ширак                              | 18 година   |
| 2    | Бернард Деланое                        | 13 година   |
| 3    | Ан Индалго                             | 7 година    |
| 4    | Жан Тибери                             | 5 година    |
| 5    | Жан Силвен Баји                        | 2 године    |
| 6    | Жан Никола Паше                        | годину дана |
| 7    | Жером Петион де Вилневе (први мандат)  | 7 месеци    |
| 8    | Жул Фери                               | 6 месеци    |
| 9    | Аеманд Мараст                          | 4 месеца    |
| 10   | Жером Петион де Вилневе (други мандат) | 3 месеца    |
| 11   | Жан Бартис Леско                       | 2 месеца    |
| 12   | Етијен Араго                           | 2 месеца    |
| 13   | Никола Шарбон                          | месец дана  |
| 14   | Луи Антоан Гарниер Паж                 | 10 дана     |
| 15   | Енри Лефевр Ормесион                   | један дан   |